# 주인-노예 변증법

헤겔은 미네르바의 아이티 혁명에 대한 기사에 영향을 받았다.

주인-노예 변증법은 주권과 구속으로 번역되는 독일어 구 Herrschaft und Knechtschaft에서 온, 게오르크 빌헬름 프리드리히 헤겔의 정신 현상학의 유명한 구절에 대한 일반적인 이름이다. 그것은 널리 헤겔의 철학적 제도의 핵심 요소로 간주되고, 매우 많은 후속 철학자에게 영향을 미쳤다.

## 같이 보기
- 주인의 담론 (자크 라캉)
- 헤겔주의와 청년 헤겔주의
- 주인-노예 도덕
- 역사철학